# Jacques Adnet

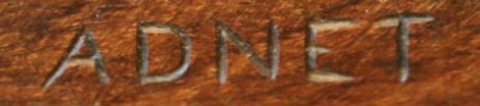
Signatur Adnets auf einer Arbeit von 1926

Jacques Adnet (* 20. April 1900 in Châtillon-Coligny; † 29. Oktober 1984 in Paris) war ein französischer Innenarchitekt und Designer von Leuchten und Möbeln im Stil des Art déco.

## Leben und Werk

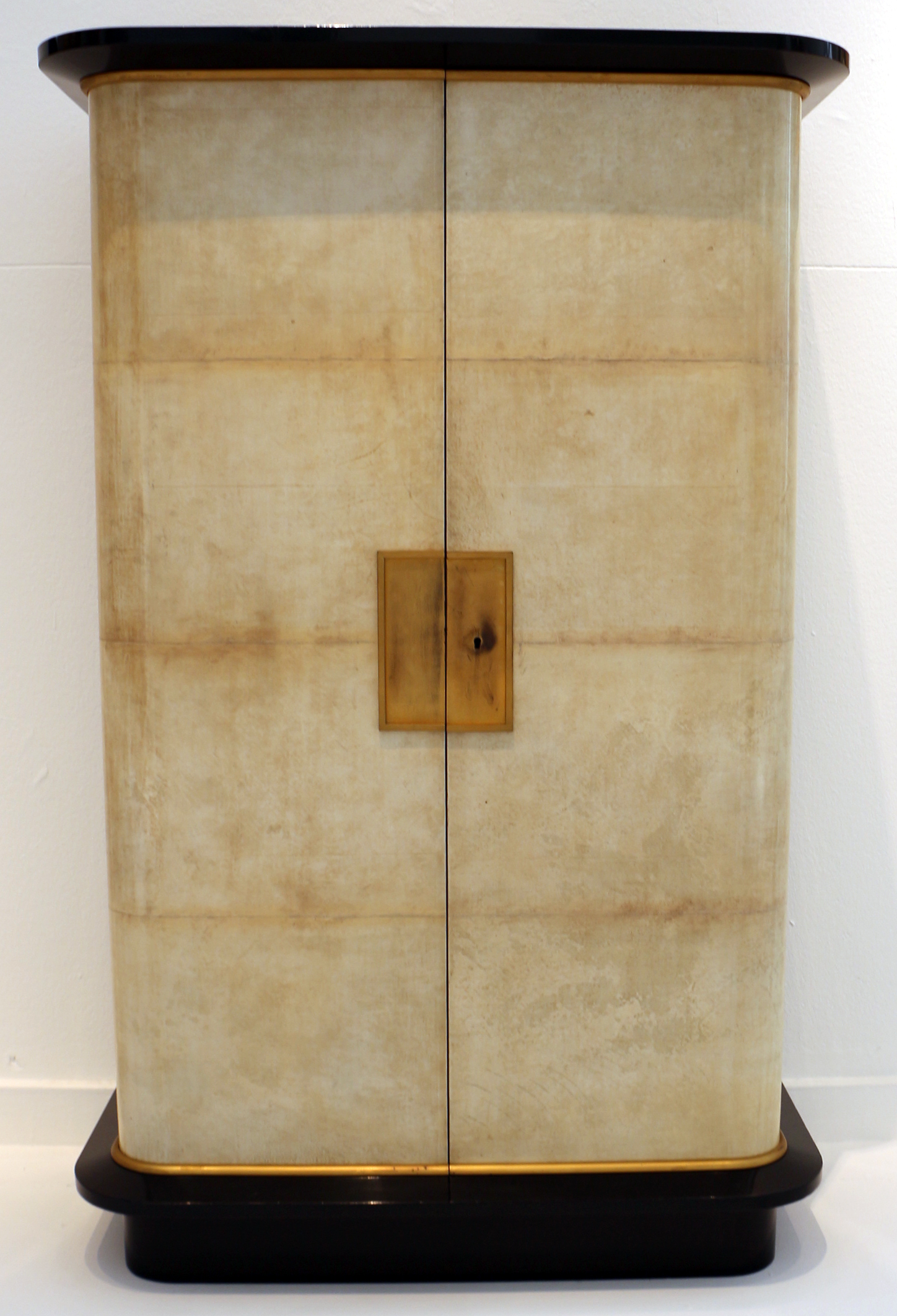
Schrank aus dem Jahr 1937, ausgestellt im Musée d’art moderne de la Ville de Paris

Jacques Adnet besuchte zusammen mit seinem Zwillingsbruder Jean die Schule für Design in Auxerre, wo er zum ersten Mal mit avantgardistischem Design in Berührung kam. 1916 begann er sein Studium an der Pariser École nationale supérieure des arts décoratifs. Derweil arbeitete er zuerst für den Innenarchitekten Henri Rapin, dann für Tony Selmersheim, nach 1920 auch für Maurice Dufrène. Nach ihrem Abschluss gründeten Jacques und Jean 1920 ihre eigene Firma, J.J. Adnet. Ihre Arbeiten, die sie 1925 bei der Société du Salon d’Automne und auf der Exposition internationale des Arts Décoratifs et industriels modernes zeigten, fanden große Beachtung. Weitere Arbeiten waren in den Verkaufshäusern von Saddier et fils und La Maîtresse zu sehen.
Im Verlauf der 1920er Jahre lösten die Brüder ihre Firma auf und schlugen unterschiedliche berufliche Wege ein. Die Warenhauskette Galeries Lafayette, für die die Brüder schon zuvor kurzzeitig gearbeitet hatten, beschäftigte Jacques’ Bruder Jean Adnet als Ausstellungsdirektor. Jacques Adnet übernahm die Position des leitenden Entwerfers in der 1919 von André Mare und Louis Süe gegründeten Compagnie des Arts Français (CAF) in der Rue du Faubourg Saint-Honoré, wo er in dieser Rolle über 30 Jahre tätig war. Hier experimentierte Adnet zusammen mit anderen französischen Designern wie Francis Jourdain, Charlotte Perriand, Alexandre Noll, Serge Mouille und Georges Jouve mit Entwürfen von Möbeln mit ornamentfreien, modernen Linien unter Verwendung von luxuriösen Materialien wie Edelhölzern, verchromten Metallen, Spiegelflächen, Leder, Pergament oder Rauchglas. Der Innenarchitekt folgte den Ideen des Funktionalismus; diese Einfachheit spiegelt sich sowohl in seinen Möbeln als auch in seinen Beleuchtungsobjekten wider, die oft nackte Glühbirnen in dezenten Metallfassungen zeigen.
In den späten 1940er Jahren hatte sich Adnet als eine international anerkannten Größe in der Designwelt etabliert. Von 1948 bis 1949 war er Präsident des Salon des artistes décorateurs; hier und auf dem Salon des arts ménagers stellte er regelmäßig seine Arbeiten aus. Bis in die 1950er Jahre arbeitete mit dem Modeunternehmen Hermès zusammen, für das er 1950 eine seiner bekanntesten Arbeiten, den Circulaire-Spiegel, und mit Leder überzogene Möbel kreierte.
Adnet erhielt Aufträge für die Gestaltung und Ausstattung des Hauses des Unternehmers Frank Jay Gould, das Appartement der Schauspielerin Alice Cocéa, das Arbeitszimmer des französischen Präsidenten Vincent Auriol auf Schloss Rambouillet (1947) sowie dessen Wohnung im Élysée-Palast, für luxuriöse Ozeandampfer wie die Ferdinand de Lesseps (1952) und das Gebäude der UNESCO (1958). Im Jahr 1959 beendete Adnet seine Tätigkeit bei der Compagnie des Arts francais und übernahm bis 1971 die Leitung der Ecole Nationale Superieure des Arts Decoratifs.
Jacques Adnet war der Vater der Pianistin und Malerin Françoise Adnet.